# Киддер (округ)
Округ Киддер (англ. Kidder County) располагается в штате Северная Дакота, США. Официально образован в 1873 году. По состоянию на 2013 год, численность населения составляла 2428 человек.

## География
По данным Бюро переписи США, общая площадь округа равняется 3 711,474 км2, из которых 3 499,093 км2 — суша, и 82,000 км2, или 5,750 % — это водоёмы.
Города: Таппен

## Население
По данным переписи населения 2000 года в округе проживает 2753 жителя в составе 1158 домашних хозяйств и 787 семей. Плотность населения составляет 1,00 человек на км2. На территории округа насчитывается 1610 жилых строений, при плотности застройки менее 1,00-го строения на км2. Расовый состав населения: белые — 99,49 %, афроамериканцы — 0,18 %, коренные американцы (индейцы) — 0,11 %, азиаты — 0,07 %, гавайцы — 0,00 %, представители других рас — 0,15 %, представители двух или более рас — 0,00 %. Испаноязычные составляли 0,58 % населения независимо от расы.
В составе 27,20 % из общего числа домашних хозяйств проживают дети в возрасте до 18 лет, 60,70 % домашних хозяйств представляют собой супружеские пары, проживающие вместе, 4,10 % домашних хозяйств представляют собой одиноких женщин без супруга, 32,00 % домашних хозяйств не имеют отношения к семьям, 29,90 % домашних хозяйств состоят из одного человека, 17,70 % домашних хозяйств состоят из престарелых (65 лет и старше), проживающих в одиночестве. Средний размер домашнего хозяйства составляет 2,34 человека, и средний размер семьи 2,91 человека.
Возрастной состав округа: 23,20 % — моложе 18 лет, 5,00 % — от 18 до 24, 22,90 % — от 25 до 44, 24,90 % — от 45 до 64, и 24,90 % — от 65 и старше. Средний возраст жителя округа — 44 года. На каждые 100 женщин приходится 103,20 мужчин. На каждые 100 женщин старше 18 лет приходится 100,10 мужчин.
Средний доход на домохозяйство в округе составлял 25 389 USD, на семью — 30 469 USD. Среднестатистический заработок мужчины был 23 056 USD против 17 250 USD для женщины. Доход на душу населения составлял 14 270 USD. Около 17,60 % семей и 19,80 % общего населения находились ниже черты бедности, в том числе — 20,40 % молодежи (тех, кому ещё не исполнилось 18 лет) и 23,30 % тех, кому было уже больше 65 лет.